# Anaconda (Montana)
Anaconda es una ciudad ubicada en el condado de Deer Lodge en el estado estadounidense de Montana. En el Censo de 2010 tenía una población de 9298 habitantes y una densidad poblacional de 4,84 personas por km².

## Geografía
Anaconda se encuentra ubicada en las coordenadas 46°5′57″N 113°8′21″O / 46.09917, -113.13917. Según la Oficina del Censo de los Estados Unidos, Anaconda tiene una superficie total de 1919.7 km², de la cual 1907.59 km² corresponden a tierra firme y (0.63%) 12.1 km² es agua.

## Demografía
Según el censo de 2010, había 9298 personas residiendo en Anaconda. La densidad de población era de 4,84 hab./km². De los 9298 habitantes, Anaconda estaba compuesto por el 93.14% blancos, el 0.41% eran afroamericanos, el 3.07% eran amerindios, el 0.31% eran asiáticos, el 0.04% eran isleños del Pacífico, el 0.52% eran de otras razas y el 2.52% pertenecían a dos o más razas. Del total de la población el 2.91% eran hispanos o latinos de cualquier raza.